# Ophiocomella schmitti
Ophiocomella schmitti är en ormstjärneart som beskrevs av A.H. Clark 1939. Ophiocomella schmitti ingår i släktet Ophiocomella och familjen Ophiocomidae. Inga underarter finns listade i Catalogue of Life.